# Bodewin Keitel
Bodewin Keitel, nemški general, * 25. december 1888, † 27. julij 1953.